# 칠레 U-17 축구 국가대표팀

칠레 U-17 축구 국가대표팀은 칠레를 대표하는 17세 이하 축구 국가대표팀이다.

## 대회 출전 및 결과

### FIFA U-17 월드컵
| 연도   | 결과      | 경기      | 승        | 무        | 패        | 득점      | 실점      |           |
| ------ | --------- | --------- | --------- | --------- | --------- | --------- | --------- | --------- |
| 1985년 | 예선 탈락 | 예선 탈락 | 예선 탈락 | 예선 탈락 | 예선 탈락 | 예선 탈락 | 예선 탈락 |           |
| 1987년 | 예선 탈락 | 예선 탈락 | 예선 탈락 | 예선 탈락 | 예선 탈락 | 예선 탈락 | 예선 탈락 |           |
| 1989년 | 예선 탈락 | 예선 탈락 | 예선 탈락 | 예선 탈락 | 예선 탈락 | 예선 탈락 | 예선 탈락 |           |
| 1991년 | 예선 탈락 | 예선 탈락 | 예선 탈락 | 예선 탈락 | 예선 탈락 | 예선 탈락 | 예선 탈락 |           |
| 1993년 | 3위       | 6         | 2         | 3         | 1         | 12        | 10        |           |
| 1995년 | 예선 탈락 | 예선 탈락 | 예선 탈락 | 예선 탈락 | 예선 탈락 | 예선 탈락 | 예선 탈락 |           |
| 1997년 | 조별 예선 | 3         | 1         | 1         | 1         | 7         | 4         |           |
| 1999년 | 예선 탈락 | 예선 탈락 | 예선 탈락 | 예선 탈락 | 예선 탈락 | 예선 탈락 | 예선 탈락 |           |
| 2001년 | 예선 탈락 | 예선 탈락 | 예선 탈락 | 예선 탈락 | 예선 탈락 | 예선 탈락 | 예선 탈락 |           |
| 2003년 | 예선 탈락 | 예선 탈락 | 예선 탈락 | 예선 탈락 | 예선 탈락 | 예선 탈락 | 예선 탈락 |           |
| 2005년 | 예선 탈락 | 예선 탈락 | 예선 탈락 | 예선 탈락 | 예선 탈락 | 예선 탈락 | 예선 탈락 |           |
| 2007년 | 예선 탈락 | 예선 탈락 | 예선 탈락 | 예선 탈락 | 예선 탈락 | 예선 탈락 | 예선 탈락 |           |
| 2009년 | 예선 탈락 | 예선 탈락 | 예선 탈락 | 예선 탈락 | 예선 탈락 | 예선 탈락 | 예선 탈락 |           |
| 2011년 | 예선 탈락 | 예선 탈락 | 예선 탈락 | 예선 탈락 | 예선 탈락 | 예선 탈락 | 예선 탈락 |           |
| 2013년 | 예선 탈락 | 예선 탈락 | 예선 탈락 | 예선 탈락 | 예선 탈락 | 예선 탈락 | 예선 탈락 |           |
| 2015년 | 16강      | 4         | 1         | 1         | 2         | 7         | 11        |           |
| 2017   | 조별 예선 | 3         | 0         | 1         | 2         | 0         | 7         |           |
| 2019   | 16강      | 4         | 1         | 0         | 3         | 7         | 9         |           |
| 2023   | 예선 탈락 | 예선 탈락 | 예선 탈락 | 예선 탈락 | 예선 탈락 | 예선 탈락 | 예선 탈락 | 예선 탈락 |
| 합계   | 5/19      | 20        | 5         | 6         | 9         | 33        | 41        |           |

- 참고: CONMEBOL U-17 축구 선수권 대회가 FIFA U-17 월드컵 남아메리카 지역 예선을 대신 한다.

## 같이 보기
- 칠레 축구 국가대표팀